# 히나가역 (미에현)
히나가역(일본어: 日永駅)는 미에현 욧카이치시에 있는 욧카이치 아스나로 철도 우쓰베 선과 하치오지 선의 역이다.
우쓰베 선과 하치오지 선의 분기역으로, 하치오지 선은 이 역에서 시작되지만 모든 열차가 우쓰베 선을 경유하여 아스나로욧카이치 역까지 운행한다.

## 역 구조
2면 3선의 지상역으로, 아스나로욧카이치 역에서 관리하는 무인역이다. 역사 내에 설치된 자동발매기에서 승차권 구입이 가능하다.
1 · 2번 승강장은 우쓰베 선이, 3번 승강장은 하치오지 선이 사용한다.
| 1 | ■ 욧카이치 아스나로 철도 우쓰베 선   | 하행 | 우쓰베 방면           |
| 2 | ■ 욧카이치 아스나로 철도 우쓰베 선   | 상행 | 아스나로욧카이치 방면 |
| 3 | ■ 욧카이치 아스나로 철도 하치오지 선 | 상행 | 아스나로욧카이치 방면 |
| 3 | ■ 욧카이치 아스나로 철도 하치오지 선 | 하행 | 니시히노 방면         |

## 역사
- 1912년
  - 8월 14일 - 미에 궤도에서 히나가 - 이세하치오지(폐역) 간 개통
  - 10월 6일 - 히나가 - 미나미하마다(폐역) 간 연장 개통
- 1922년 1월 10일 - 히나가 - 오고소 간 개통
- 1965년 4월 1일 - 긴키 닛폰 철도로 이관
- 2015년 4월 1일 - 욧카이치 아스나로 철도로 이관

## 역 주변
역 주변은 주택가이다.

## 인접한 역
| 욧카이치 아스나로 철도 우쓰베 선   | 욧카이치 아스나로 철도 우쓰베 선 | 욧카이치 아스나로 철도 우쓰베 선 |
| ---------------------------------- | -------------------------------- | -------------------------------- |
| 아카호리 아스나로욧카이치 방면     | ■ 보통                           | 미나미히나가 우쓰베 방면         |
| 욧카이치 아스나로 철도 하치오지 선 |                                  |                                  |
| 시·종착역                          | ■ 보통                           | 니시히노 방면                    |